# Referéndum para anular la Ley de Empresas Públicas (Uruguay)
El 13 de diciembre de 1992 se realizó un referéndum en Uruguay con el objetivo de derogar parcialmente la Ley de Empresas Públicas. La derogación propuesta fue aprobada con el 73% de los votos.

## Antecedentes
El 10 de enero de 1991 la Asamblea General aprobó la ley 16,211 (Ley de Empresas Públicas), la cual permitía la privatización de muchas empresas públicas, incluyendo la compañía de telecomunicaciones ANTEL y la compañía petrolera ANCAP.
Se realizaron dos intentos para obtener el apoyo suficiente para forzar un referéndum, con un quórum del 25% de los votantes registrados, equivalente a 589,823 votantes. El primer intento logró 448,265 firmas en favor de una derogación parcial y 21,473 para una derogación total. El segundo intento obtuvo 693,668 firmas en favor de una derogación parcial y 14,960 para una derogación total. El 15 de octubre de 1992 la Corte Electoral anunció la realización de un referéndum para la derogación parcial de la ley.

## Resultados
| Opción                             | Votos     | %     |
| ---------------------------------- | --------- | ----- |
| A favor                            | 1,293,016 | 72.55 |
| En contra                          | 489,302   | 27.45 |
| Votos no evaluados                 | 100,191   | -     |
| Nulos/Votos en blanco              | 59,309    | -     |
| Total                              | 1,941,829 | 100   |
| Votantes registrados/participación | 2,345,077 | 82.80 |
| Fuente:Democracia Directa          |           |       |

Los votos no evaluados fueron aquellos emitidos por votantes fuera de su mesa de votación local. Se habrían escrutado después de que un tribunal hubiera decidido sobre su validez, pero como el resultado ya estaba claro, no se escrutaron.